# Vito Scotti
Vito Scotti, född Vito Giusto Scozzari 26 januari 1918 i San Francisco, Kalifornien, död 5 juni 1996 i Woodland Hills, Kalifornien, var en amerikansk skådespelare.

## Roller i urval
- 1949 – På liv och död
- 1959 – Den svarta orkidén
- 1959 – Perry Mason (TV-serie)
- 1961 – Världens herre
- 1963 – Min vän från Mars (TV-serie)
- 1963 – Osynlig fiende
- 1963 – Pappas väninnor
- 1965 – Mannen från UNCLE (TV-serie)
- 1965 – Von Ryans express
- 1966 – Vad gjorde du egentligen i kriget, farsan?
- 1967 – Generalernas flykt
- 1968 – Head
- 1969 – Kaktusblomman
- 1970 – Aristocats (röst)
- 1972 – Gudfadern
- 1973 – Nanu - djungelns son
- 1974 – Full speed igen, Herbie!
- 1980 – Agent 86 med rätt att göra bort sig
- 1980 – Charlies änglar (TV-serie)
- 1980 – Herbie vild och galen
- 1981 – Par i hjärter (TV-serie)
- 1988 – Pantertanter (TV-serie)
- 1993 – Laddat vapen 1
- 1995 – Galen i dig (TV-serie)
- 1995 – Get Shorty